# Mike Woodson
Michael Dean Woodson (Indianápolis, Indiana, 24 de marzo de 1958) es un exjugador y actual entrenador de baloncesto estadounidense que disputó nueve temporadas en la NBA. Con 1,96 metros de altura, jugaba en la posición de escolta.

## Trayectoria

### Universidad
Woodson jugó al baloncesto universitario con los Hoosiers de la Universidad de Indiana Bloomington desde 1976 a 1980, bajo las órdenes del entrenador Bobby Knight.

### Profesional
Fue seleccionado en la 12.ª posición del Draft de la NBA de 1980 por New York Knicks, y jugó casi dos temporadas en los Knicks antes de ser traspasado a los New Jersey Nets.
Después de disputar siete encuentros con los Nets, es traspasado a los Kansas City Kings.
Disputó cuatro temporadas en los Kings, antes de que el equipo se mudara a Sacramento (1985).
En 1986 fichó por los Clippers, luego a Houston en 1988, y terminando en Cleveland en 1991.

### Entrenador

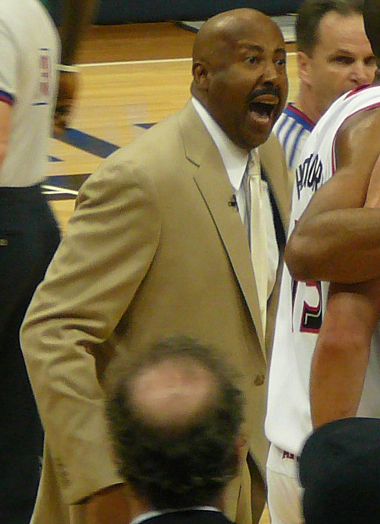
Woodson entrenando a los Hawks en 2008.

Woodson comenzó su carrera como asistente en los Milwaukee Bucks (1996–97 hasta 1998–99), luego Cleveland Cavaliers (1999–2000 hasta 2000–01), y Philadelphia 76ers (2001–02 hasta 2002–03).
Llegó a los Detroit Pistons como asistente de Larry Brown, y se convirtieron en campeones en 2004.
Al año siguiente, Woodson reemplazó a Terry Stotts como entrenador de los Hawks antes de la temporada 2004-05.
En marzo de 2012 se convirtió en entrenador de los New York Knicks tras haber sido el asistente de Mike D'Antoni.
Desde 2014 a 2018 fue el asistente de Doc Rivers en Los Angeles Clippers.
El 4 de septiembre de 2020, firma como asistente de Tom Thibodeau en los New York Knicks.
El 28 de marzo de 2021, firma un contrato de 6 años con los Hoosiers de la Universidad de Indiana, donde se formó como jugador.
Tras cuatro tempotadas em Indiana, en mayo de 2025 se hace oficial su contratación con Sacramento Kings como asistente, para reforzar el cuerpo técnico de Doug Christie.

## Estadísticas como entrenador
| Equipo   | Año     | P   | V   | D   | V–D% | Finalizado       | PP | VP | DP | PV–D% | Resultado                            |
| -------- | ------- | --- | --- | --- | ---- | ---------------- | -- | -- | -- | ----- | ------------------------------------ |
| Atlanta  | 2004-05 | 82  | 13  | 69  | .159 | 5.º en Southeast | —  | —  | —  | —     | No Playoffs                          |
| Atlanta  | 2005-06 | 82  | 26  | 56  | .317 | 5.º en Southeast | —  | —  | —  | —     | No Playoffs                          |
| Atlanta  | 2006-07 | 82  | 30  | 52  | .366 | 5.º en Southeast | —  | —  | —  | —     | No Playoffs                          |
| Atlanta  | 2007-08 | 82  | 37  | 45  | .451 | 3.º en Southeast | 7  | 3  | 4  | .429  | Pierde en primera ronda              |
| Atlanta  | 2008-09 | 82  | 47  | 35  | .573 | 2.º en Southeast | 11 | 4  | 7  | .364  | Pierde en Semifinales de conferencia |
| Atlanta  | 2009-10 | 82  | 53  | 29  | .646 | 2.º en Southeast | 11 | 4  | 7  | .364  | Pierde en Semifinales de conferencia |
| New York | 2011-12 | 24  | 18  | 6   | .750 | 2.º en Atlantic  | 5  | 1  | 4  | .200  | Pierde en primera ronda              |
| New York | 2012-13 | 82  | 54  | 28  | .659 | 1.º en Atlantic  | 12 | 6  | 6  | .500  | Pierde en Semifinales de conferencia |
| New York | 2013-14 | 82  | 37  | 45  | .451 | 3.º en Atlantic  | —  | —  | —  | —     | NoPlayoffs                           |
| Total    | Total   | 680 | 315 | 365 | .463 |                  | 46 | 18 | 28 | .391  |                                      |

## Vida personal
Mike y su mujer Terri tienen dos hijas, Alexis y Mariah, ambas jugadoras de voleibol.